# Ел Шат
Ел Шат је назив дела Синајске пустиње на којем се налазио највећи југословенски збег у Другом светском рату. То је био комплекс избегличких логора у пустињи на полуострву Синају у Египту, у којем је од лета 1944. до почетка 1946. боравило евакуисано становништво далматинских острва, приморја и Загоре.
Бежећи пред немачком офанзивом крајем 1943. и почетком 1944. године, када је заузета читава Далмација, велики број цивила (преко 30.000) се у страху од одмазде склонио на острво Вис. Како су на Вису већ били смештени Врховни штаб партизанске војске и савезничка британска војска, није било могућности прихвата и прехране толиког броја људи. Зато је одлучено да се неборачко становништво острва и избеглице евакуишу у јужну Италију, прво у Бари, а затим у Таранто. У збегу је било највише Макарана (око 6000), затим Водичана, Хварана, Вишана и Корчулана те нешто избеглица из Равних Котара и Буковице. Како је Италија још увек била поприште тешких борби савезничких снага и Немаца, убрзо је донета одлука да се избегло становништво пребаци у сигурнији Египат, тада под управом Британаца.
Логор је формиран у ранијем британском војном логору, у близини Суецког канала, и подељен на пет мањих подлогора. Избеглице су биле смештене у шаторима (просечно у сваком једна до две породице ). Иако далеко од домовине и у лошим условима, покушали су очувати привид нормалног живота. Тако су основане школе, разне радионице, заједничке праонице, излазиле су и новине „Нови лист“, а у једном шатору је уређена и црква. Људи из Далмације су се тешко прилагођавали на пустињске услове, нарочито деца која су оболевала од цревних болести, па их је велики број и умро. Британска управа је такође држала строг режим, допуштајући излазак из комплекса само с пропусницама. У неколико наврата, подручје Ел Шата је бомбардовано из авиона, при чему је такође било жртава.
Више од 30.000 људи провело је у избегличком логору укупно 18 месеци. Повратак кућама је започео почетком 1946. године, смиривањем прилика у Југославији и учвршћењем Титове власти. На месту њиховог избеглиштва остало је само гробље с неколико стотина људи који нису издржали тешке услове живота у пустињи.
Избегличко гробље је касније тешко страдало и било разорено у израелско-арапским ратовима. Коначно је 2003. уз помоћ хрватске владе уређено меморијално подручје са спомен-обележјем.